# Germán Conti
Germán Andrés Conti (Santa Fé, 3 de junho de 1994) é um futebolista argentino que atua como zagueiro. Atualmente, defende o Racing.

## Carreira
Natural de Santa Fé, Conti se formou nas categorias de base do Colón. Foi promovido ao time principal em 2013 e fez sua estreia em 9 de dezembro do mesmo ano, numa vitória por 1 a 0 sobre o Club Olimpo. A partir de 2014, se firmou na equipe titular e disputou 102 partidas desde então, tendo marcado quatro gols.
Em 2016, foi incluído na pré-lista de convocados da Seleção Argentina para a disputa dos Jogos Olímpicos de 2016, porém foi cortado da lista final do técnico Julio Olarticoechea.
Em março de 2021, foi anunciado o empréstimo ao Bahia para a temporada 2021 do futebol brasileiro. Em maio conquistou o título da Copa do Nordeste e foi eleito como um dos melhores zagueiros da competição.

## Títulos
Benfica
- Liga Portuguesa: 2018–19

Bahia
- Copa do Nordeste: 2021

Racing Club
- Copa Sudamericana: 2024
- Recopa Sul-Americana: 2025